# Lesges
Lesges es una comuna francesa situada en el departamento de Aisne, de la región de Alta Francia.

## Geografía
Está ubicada a 15 km al sureste de Soissons.

## Demografía
| 106 | 85 | 92 | 77 | 84 | 81 | 83 | 94 |
| Para los censos de 1962 a 1999 la población legal corresponde a la población sin duplicidades (Fuente: INSEE [Consultar]) |    |    |    |    |    |    |    |